# RFA Bedenham
El RFA Bedenham fue un carguero de la Real Flota Auxiliar británica que explotó mientras estaba atracado en Gibraltar el 27 de abril de 1951, resultando en la muerte de 13 personas y causando grandes daños a la ciudad.

## Explosión
El Bedenham llegó a Gibraltar el 24 de abril de 1951 y atracó en el Gun Wharf. En la mañana del 27 de abril, se estaban descargando cargas de profundidad en una barcaza cuando una de ellas se incendió. Grupos organizados  combatieron el fuego desde el muelle, pero fue en vano. Finalmente, todos los demás bomberos se retiraron excepto George Campbell Henderson, un suboficial del servicio de bomberos del astillero, que tenazmente sostuvo una manguera contra incendios en el fuego. Una explosión en la barcaza provocó un incendio que se extendió al Bedenham, provocando una violenta explosión en la que la proa salió volando del agua y cayó sobre el Gun Wharf, mientras que el resto del barco se hundió.

## Damnificados
Trece personas murieron en la explosión, entre ellas Henderson, a quien se le concedió póstumamente la Cruz de Jorge por su valentía al intentar extinguir el fuego. La Medalla de los Servicios de Policía y Bomberos del Rey (por valentía) fue otorgada póstumamente a Albert Alexander Indoe, Jefe de Bomberos del Astillero de Gibraltar. Dos trabajadores del muelle, entre ellos Jose Moss, y dos comerciantes de la cercana Ragged Staff Road murieron por los escombros que volaron. Un bombero resultó herido. El supervisor del muelle Salvador Bula resultó herido por la explosión, pero logró poner a salvo a otros heridos. Cientos de personas resultaron heridas y tuvieron que ser trasladadas al Royal Naval Hospital Gibraltar, entonces conocido como el British Military Hospital Gibraltar.
La tripulación del Bedenham ya había abandonado el barco en el momento de la explosión, con la excepción del capitán y el oficial de suministro de armamento naval, quienes fueron arrojados al agua pero posteriormente rescatados.

## Consecuencias
Además de las víctimas humanas, muchos de los edificios de Gibraltar sufrieron daños importantes en la explosión, incluida la Catedral de Santa María la Coronada, la Catedral de la Santísima Trinidad y el Convento (la residencia oficial del gobernador de Gibraltar). Se reconoció localmente que el daño a la ciudad habría sido mucho peor si no fuera por las murallas defensivas de la fortaleza de Gibraltar, construidas entre los siglos XVI y XIX, que desviaron parte de la onda expansiva de la explosión. Otro efecto de la explosión fue retrasar el programa de viviendas necesario para los gibraltareños que habían sido repatriados tras su evacuación durante la Segunda Guerra Mundial.
El Almirantazgo británico aceptó la plena responsabilidad por los daños y pagó aproximadamente 250.000 libras gibraltareñas como indemnización. Los restos del Bedenham fueron remolcados desde Gibraltar hasta el Tyne por el remolcador Saucy el 31 de mayo de 1952, tras lo cual fueron desguazados.

## En la cultura popular
En la película de 1953 The Clue of the Missing Ape (La pista del simio desaparecido), filmada en Gibraltar y producida por la Unidad Cinematográfica Especializada de Gaumont, uno de los personajes, Pilar Ellis (interpretada por Nati Banda), hace un comentario sin referencias de que "su madre murió en una explosión en los muelles".